# Kallistrat (Romaněnko)
Kallistrat (světským jménem: Kallistrat Sergejevič Romaněnko; * 8. srpna 1974, Moskva) je ruský duchovní Ruské pravoslavné církve a arcibiskup bežecký a udomelský.

## Život
Narodil se 8. srpna 1974 v Moskvě. Během dětství sloužil v chrámu Tichvinské ikony Matky Boží v Alexejevském.
Roku 1991 dokončil střední školu a nastoupil na Moskevský duchovní seminář.
Roku 1994 byl přijat do Trojicko-sergijevské lávry a o rok později dokončil studium semináře.
Dne 13. dubna 1995 byl představeným lávry archimandritou Feognostem (Guzikovem) postřižen na monacha se jménem Kallistrat na počest svatého mučedníka Kalistráta. Sloužil jako průvodce monastýru, pěvec a regent.
V letech 1995–1999 studoval na Moskevské duchovní akademii.
Dne 2. června 1996 byl biskupem istrijským Arsenijem (Jepifanovem) rukopoložen na hierodiakona.
V letech 1997–2000 byl instruktorem v dětském vzdělávacím centru Pěresvet. Následující dva roky byl regentem skitu svaté Marie Magdaleny v sídle Loza.
Dne 17. března 2002 byl v chrámu Svaté Trojice monastýru Danilov patriarchou moskevským Alexijem II. rukopoložen na jeromonacha.
Od roku 2002 do roku 2003 sloužil v skitu Svaté Trojice Soloveckého monastýru na Anzerském ostrově.
Roku 2003 se zúčastnil stavby chrámu Životodárné Trojice patriarchálního podvorje na Antarktidě.
Od roku 2007 byl organizátor stavby skitu a včelína v Usť-Koksinském rajónu Altajské republiky.
Roku 2008 dokončil Státní školu technologie.
Dne 2. října 2013 jej Svatý synod zvolil biskupem gornoaltajským a čemalským.
Dne 29. října 2013 byl oficiálně jmenován biskupem  a 10. listopadu proběhla v chrámu Narození přesvaté Bohorodice ve Vladykině jeho biskupská chirotonie. Světiteli byli patriarcha moskevský Kirill, metropolita krutický a kolomenský Juvenalij (Pojarkov), arcibiskup istrijský Arsenij (Jepifanov), arcibiskup sergijevo-posadský Feognost (Guzikov), biskup solněčnogorský Sergij (Čašin), biskup dmitrovský Feofilakt (Moisejev), biskup podolský Tichon (Zajcev), biskup narjan-marský a mezenský Iakov (Tislenko) a biskup barnaulský a altajský Sergij (Ivannikov).
Dne 4. prosince 2017 byl v chrámu Krista Spasitele v Moskvě patriarchou moskevským Kirillem povýšen na arcibiskupa.
Dne 25. července 2024 byl převeden na novorossijskou katedru.
Dne 24. října 2024 byl ustanoven arcibiskupem bežeckým a udomelským.